# Teanijá
Teanijá är en ort i Mexiko.   Den ligger i kommunen Salto de Agua och delstaten Chiapas, i den sydöstra delen av landet, 800 km öster om huvudstaden Mexico City. Teanijá ligger 79 meter över havet och antalet invånare är 314.
Terrängen runt Teanijá är varierad. Runt Teanijá är det ganska tätbefolkat, med 60 invånare per kvadratkilometer. Närmaste större samhälle är Tila, 16,6 km sydväst om Teanijá. Trakten runt Teanijá består till största delen av jordbruksmark.